# Слейни
Сле́йни (ирл. An tSláine) — река в Ирландии. Находится на юго-востоке страны. Река берёт начало на высоте 926 м над уровнем моря на горе Лугнакилла (англ. Lugnaquilla) в графстве Уиклоу. Ниже протекает через графства Карлоу и Уэксфорд. Впадает в Ирландское море в гавани Уэксфорд. Длина реки около 118 км. Среди крупных притоков — Дерри, Клоди и Банн. Площадь водосборного бассейна составляет 1762 км², из которых 57 % занято пастбищами. В реке ведётся лов атлантического лосося и кумжи. На реке построено 32 автомобильных моста и один железнодорожный.